# TNA Against All Odds
Against All Odds foi um evento anual, transmitido por sistema pay-per-view e organizado pela Total Nonstop Action Wrestling, sempre no mês de fevereiro entre os anos de 2005 e 2012.

## Edições
| #                           | Edição                  | Data                    | Cidade                      | Arena                 | Evento principal                                                                                      | Ref.  |
| --------------------------- | ----------------------- | ----------------------- | --------------------------- | --------------------- | --- | ----- |
| 1                           | Against All Odds (2005) | 13 de fevereiro de 2005 | Orlando, Flórida            | Impact! Zone          | Jeff Jarrett (c) vs. Kevin Nash pelo NWA World Heavyweight Championship.                              | [ 1 ] |
| 2                           | Against All Odds (2006) | 12 de fevereiro de 2006 | Orlando, Flórida            | Impact! Zone          | Jeff Jarrett (c) vs. Christian Cage pelo NWA World Heavyweight Championship.                          | [ 2 ] |
| 3                           | Against All Odds (2007) | 11 de fevereiro de 2007 | Orlando, Flórida            | Impact! Zone          | Christian Cage (c) vs. Kurt Angle pelo NWA World Heavyweight Championship.                            | [ 3 ] |
| 4                           | Against All Odds (2008) | 10 de fevereiro de 2008 | Greenville, Carolina do Sul | Bi-Lo Center          | Kurt Angle (c) vs. Christian Cage pelo TNA World Heavyweight Championship.                            | [ 4 ] |
| 5                           | Against All Odds (2009) | 8 de fevereiro de 2009  | Orlando, Flórida            | Impact! Zone          | Sting (c) vs. Kurt Angle vs. Brother Ray vs. Brother Devon pelo TNA World Heavyweight Championship.   | [ 5 ] |
| 6                           | Against All Odds (2010) | 17 de fevereiro de 2010 | Orlando, Flórida            | Impact! Zone          | D'Angelo Dinero vs. Mr. Anderson pela Final do Eight Card Stud Tournament.                            | [ 6 ] |
| 7                           | Against All Odds (2011) | 13 de fevereiro de 2011 | Orlando, Flórida            | Impact! Zone          | Mr. Anderson (c) vs. Jeff Hardy em uma Ladder match pelo TNA World Heavyweight Championship.          | [ 7 ] |
| 8                           | Against All Odds (2012) | 12 de fevereiro de 2012 | Orlando, Flórida            | Impact Wrestling Zone | Bobby Roode (c) vs. Jeff Hardy vs. James Storm vs. Bully Ray pelo TNA World Heavyweight Championship. | [ 8 ] |
| (c) - Campeão antes da luta |                         |                         |                             |                       | |       |

### 2005
Against All Odds (2005) foi um evento pay-per-view realizado pela Total Nonstop Action Wrestling, ocorreu no dia 13 de fevereiro de 2005 no Impact! Zone em Orlando, Florida. Esta foi a primeira edição da cronologia do Against All Odds. No evento principal Jeff Jarrett derrotou Kevin Nash para manter o NWA World Heavyweight Championship.
| #                              | Resultados | Estipulação                                               | Tempo |
| ------------------------------ | --- | --------------------------------------------------------- | ----- |
| Dark                           | Phi Delta Slam (Bruno Sassi e Big Tilly) (com Trinity) derrotaram Lex Lovett e Buck Quartermain                                                    | Tag team match                                            | N/A   |
| Dark                           | The Harris Brothers (Ron e Don) (com Traci) derrotaram Mikey Batts e Jerelle Clark                                                                 | Tag team match                                            | 03:12 |
| 1                              | Elix Skipper derrotou Petey Williams (com Coach D'Amore)                                                                                           | Singles match                                             | 07:58 |
| 2                              | B.G. James e Jeff Hammond (com Ron Killings e Konnan) derrotaram Shazarian (Michael Shane e Kazarian)                                              | Tag team match                                            | 05:33 |
| 3                              | Raven derrotou de Dustin Rhodes | Singles match                                             | 08:20 |
| 4                              | America's Most Wanted (Chris Harris e James Storm) (c) derrotaram Kid Kash e Lance Hoyt                                                            | Tag team match pelo NWA World Tag Team Championship       | 12:25 |
| 5                              | Abyss derrotou Jeff Hardy | Full Metal Mayhem match                                   | 15:21 |
| 6                              | Diamond Dallas Page e Monty Brown derrotaram Team Canada (Eric Young e Bobby Roode) (com Coach D'Amore e Johnny Devine)                            | Tag team match                                            | 09:43 |
| 7                              | A.J. Styles (c) derrotou Christopher Daniels - Daniels derrotou Styles (14:07) - Styles derrotou Daniels (23:58) - Styles derrotou Daniels (31:37) | 30 Minute Iron Man match pelo TNA X Division Championship | 31:37 |
| 8                              | Jeff Jarrett (c) derrotou Kevin Nash | Singles match pelo NWA World Heavyweight Championship     | 19:45 |
| (c) - Campeão(s) antes da luta | |                                                           |       |

### 2006
Against All Odds (2006) foi um evento pay-per-view realizado pela Total Nonstop Action Wrestling, ocorreu no dia 12 de fevereiro de 2006 no Impact! Zone em Orlando, Florida.  Esta foi a segunda edição da cronologia do Against All Odds. No evento principal Christian Cage derrotou Jeff Jarrett para vencer o NWA World Heavyweight Championship.
| #                              | Resultados | Estipulação                                           | Tempo |
| ------------------------------ | --- | ----------------------------------------------------- | ----- |
| Dark                           | Ron Killings derrotou A-1 | Singles match                                         | 01:43 |
| Dark                           | Lance Hoyt, Cassidy Riley e Shark Boy derrotaram Shannon Moore e The Diamonds in the Rough (Elix Skipper e David Young) (com Simon Diamond) | Six-Man Tag team match                                | 05:49 |
| 1                              | The Naturals (Andy Douglas e Chase Stevens) derrotaram Austin Aries e Roderick Strong                                                       | Tag team match                                        | 10:29 |
| 2                              | Jay Lethal derrotou Matt Bentley (com Traci), Alex Shelley e Petey Williams                                                                 | 4-Way match                                           | 10:30 |
| 3                              | The James Gang (B.G. James e Kip James) derrotaram The Latin American Exchange (Homicide e Machete) (com Konnan)                            | Tag team match                                        | 05:59 |
| 4                              | America's Most Wanted (Chris Harris e James Storm) (c) (com Gail Kim) derrotaram Chris Sabin e Sonjay Dutt                                  | Tag team match pelo NWA World Tag Team Championship   | 10:43 |
| 5                              | Rhino derrotou Abyss (com James Mitchell)                                                                                                   | Falls Count Anywhere match                            | 15:25 |
| 6                              | Samoa Joe (c) derrotou A.J. Styles e Christopher Daniels                                                                                    | 3-Way Dance pelo NWA X Division Championship          | 10:06 |
| 7                              | Team 3D (Brother Ray e Brother Devon) derrotaram Team Canada (Bobby Roode e Eric Young) (com Coach D'Amore)                                 | Tag team match                                        | 13:12 |
| 8                              | Christian Cage derrotou Jeff Jarrett (c) (com Gail Kim)                                                                                     | Singles match pelo NWA World Heavyweight Championship | 16:14 |
| (c) - Campeão(s) antes da luta | |                                                       |       |

### 2007
Against All Odds (2007) foi um evento pay-per-view realizado pela Total Nonstop Action Wrestling, ocorreu no dia 11 de fevereiro de 2007 no Impact! Zone em Orlando, Florida.  Esta foi a terceira edição da cronologia do Against All Odds. No evento principal Christian Cage derrotou Kurt Angle para manter o NWA World Heavyweight Championship.
| #                              | Resultados                                                                                          | Estipulação                                           | Tempo |
| ------------------------------ | --------------------------------------------------------------------------------------------------- | ----------------------------------------------------- | ----- |
| Dark                           | Serotonin (Kazarian e Johnny Devine) (com Maverick Matt) derrotaram Jay Lethal e Sonjay Dutt        | Tag team match                                        | 05:14 |
| 1                              | The Latin American Exchange (Homicide e Hernandez) derrotaram Team 3D (Brother Ray e Brother Devon) | Little Italy Street Fight                             | 09:26 |
| 2                              | Senshi derrotou Austin Starr                                                                        | Singles match                                         | 08:21 |
| 3                              | Christy Hemme derrotou "Big Fat Oily Guy"                                                           | Tuxedo match                                          | 02:29 |
| 4                              | Lance Hoyt (com David Eckstein) derrotou Dale Torborg (com A.J. Pierzynski)                         | Basebrawl                                             | 05:04 |
| 5                              | A.J. Styles derrotou Rhino                                                                          | Motor City Chain match                                | 15:07 |
| 6                              | Chris Sabin (c) derrotou Jerry Lynn                                                                 | Singles match pelo NWA X Division Championship        | 13:33 |
| 7                              | James Storm e Jacqueline Moore derrotaram Petey Williams e Gail Kim                                 | Mixed Tag Team match                                  | 08:49 |
| 8                              | Sting derrotou Abyss                                                                                | Prison Yard match                                     | 11:57 |
| 9                              | Christian Cage (c) derrotou Kurt Angle                                                              | Singles match pelo NWA World Heavyweight Championship | 19:02 |
| (c) - Campeão(s) antes da luta | |                                                       |       |

### 2008
Against All Odds (2008) foi um evento pay-per-view realizado pela Total Nonstop Action Wrestling, ocorreu no dia 10 de fevereiro de 2008 no BI-LO Center em Greenville, Carolina do Sul. Esta foi a quarta edição da cronologia do Against All Odds. No evento principal Kurt Angle derrotou Christian Cage para manter o TNA World Heavyweight Championship.
| #                              | Resultados | Estipulação | Tempo |
| ------------------------------ | --- | --- | ----- |
| Dark                           | Jackie Moore e Traci Brooks derrotaram Rise Guys (Skip e Mattman) | Tag team match | N/A   |
| Dark                           | Sonjay Dutt e Rasheed Lucius "Consequences" Creed derrotaram Jimmy Rave e Lance Hoyt | Tag team match | N/A   |
| 1                              | A.J. Styles e Tomko (c) derrotaram B.G. James e Bob Armstrong. | Tag team match pelo TNA World Tag Team Championship | 07:45 |
| 2                              | Traci Brooks derrotou Payton Banks. | Singles match | 05:07 |
| 3                              | Scott Steiner derrotou Petey Williams | Singles match pelo direito por uma luta pelo TNA World Heavyweight Championship e pela maleta de Steiner que valia uma luta TNA X Division Championship | 09:24 |
| 4                              | Eric Young (c) derrotou James Storm (com Jackie Moore). | Singles match pelo Beer Drinking Championship. | 07:49 |
| 5                              | Awesome Kong (c) derrotou O.D.B. | Singles match pelo TNA Knockouts Championship | 06:54 |
| 6                              | Abyss derrotou Judas Mesias (com Father James Mitchell). | Barbed Wire Massacre | 14:51 |
| 7                              | Booker T vs. Robert Roode (com Payton Banks) acabou em uma dupla contagem. | Singles match | 09:17 |
| 8                              | Jay Lethal e The Motor City Machine Guns (Chris Sabin e Alex Shelley) derrotaram Johnny Devine (c) e Team 3D (Brother Ray e Brother Devon). Com o resultado Jay Lethal ganhou o título. | Street Fight pelo TNA X Division Championship | 12:30 |
| 9                              | Kurt Angle (c) (com Karen Angle) derrotou Christian Cage (com Samoa Joe como acompanhante de combate fora do ringue).                                                                   | Singles match pelo TNA World Heavyweight Championship                                                                                                   | 20:40 |
| (c) - Campeão(s) antes da luta | | |       |